# Hecamedoides setosus
Hecamedoides setosus är en tvåvingeart som först beskrevs av Meijere 1916.  Hecamedoides setosus ingår i släktet Hecamedoides och familjen vattenflugor. Inga underarter finns listade i Catalogue of Life.